# 더 뮤직 박스
더 뮤직 박스(The Music Box)는 미국에서 제작된 제임스 패럿 감독의 1932년 코미디 영화이다. 스탠 로렐 등이 주연으로 출연하였다.

## 출연

### 주연
- 스탠 로렐
- 올리버 하디